# اسلام در لائوس
اسلام در لائوس، یک اقلیت دینی به حساب می‌آید که با ورود بازرگانان به این منطقه گسترش یافته‌است. طبق آمار رسمی، ۰.۰۱ درصد کل جمعیت این کشور مسلمان هستند و بیشتر آنان اهل سنت می‌باشند. تا پیش از سال ۱۹۹۱ میلادی، اسلام در این کشور به رسمیت شناخته نمی‌شد.

## آمار
لائوس کشوری با اکثریت بودایی است که جمعیت رسمی مسلمانان در آن تقریباً ۰.۰۱ درصد از کل جمعیت در سرشماری سال ۲۰۰۸ گزارش شده‌است. اکثریت این مسلمانان، از اهل سنت هستند. مسلمانان این کشور بیشتر در پایتخت آن (وینتیان) سکونت دارند. در این شهر دو مسجد وجود داشته که مورد استفاده مسلمانان قرار می‌گیرد. دیگر مناطقی که مسلمانان در آنجا ساکن هستند، منطقه ساواناخت و اودومکسی است.

## تاریخ

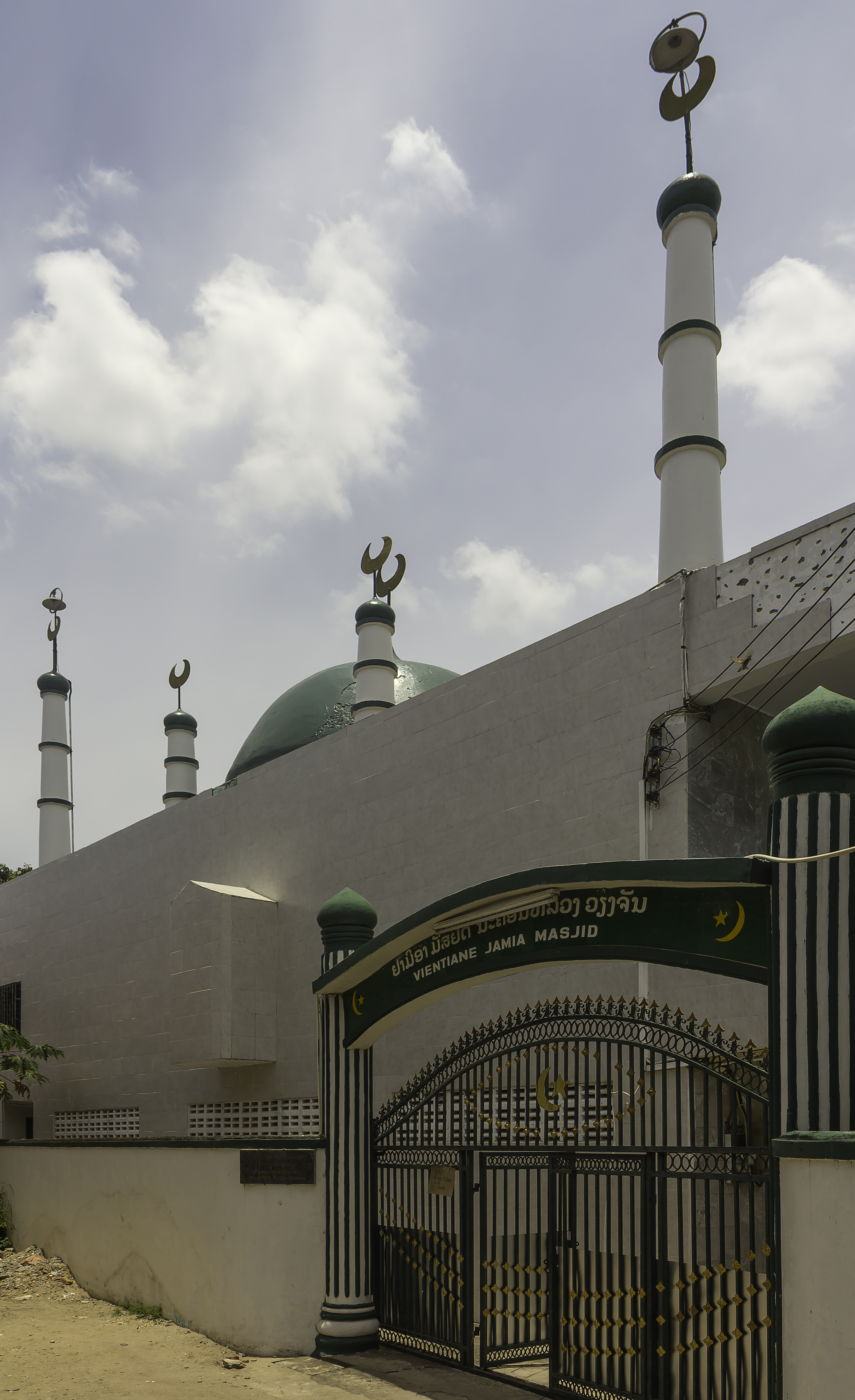
مسجد ونتین در لائوس

دولت لائوس در قانون اساسی این کشور، در سال ۱۹۹۱، اسلام را به صورت رسمی، به عنوان یک دین به رسمیت شناخت. همچنین بر اساس این قانون، به شهروندان مسلمان این کشور اجازه داده‌شد تا آزادانه به دین خود بپردازند. با این وجود از سال ۲۰۰۱، دولت جمهوری دموکراتیک خلق لائوس، محدودیت‌هایی را بر اعمال مسلمانان این کشور اعمال کرد. این محدودیت‌ها به مسلمانان اختصاص نداشت و سایر ادیان را نیز شامل می‌شد. علاوه بر محدودیت‌ها، نظارت شدیدی بر اعمال مسلمانان صورت می‌گیرد. با این وجود مسلمانان منطقه مسجدی را در این کشور به سال ۲۰۱۶ ساختند. مسلمانان این کشور، نمایندگانی را در رویدادهای بین‌الملل همچون کنفراس بین‌المللی بین ادیان سال ۲۰۰۶ و کنفراس سال ۲۰۰۸ کامبوج داشته‌اند. مسلمانان این کشور، بیشتر از نژادهای لائو، چینی، چامی، تامیلی و پشتون هستند.
انجمن مسلمانان کشور لائوس، در شهر وینتیان و در مسجد این شهر مستقر هستند. رئیس این انجمن، محمد رفیق صوفی است. بنای این مسجد مربوط به سال ۱۹۷۰ میلادی است که توسط مسلمانان لائوس و در شهر پشتون تاسیس شده‌است. امام جماعت این مسجد، مولوی قمرالدین است که علاوه بر وی، یک امام بنگلادشی برای کمک به وی در مسجد حضور دارد. مسجد دیگری که در این منطقه وجود دارد، مسجد آذاهار است. این مسجد به سال ۱۹۸۶ و با کمک جامعه چم ساخته شد. در استان لوانگ پراینگ، یک مسجد، گورستان و رستوران حلال هندی به نام نیشا وجود دارد. مسلمانان این منطقه، برای ادامه تحصیل در دانشگاه بین‌المللی اسلامی مالزی، به مالزی عزیمت می‌کنند.
اسلام در لائوس با حضور بازرگانان مسلمان لائونی گسترش یافته است. این بازرگانان که از جنوب چین به این کشور وارد شدند، توانستند در مناطق مختلف دیگری نیز تبلیغ دین اسلام نمایند؛ از جمله این مناطق، میانمار، تایلند و جنوب غربی چین است. این بازرگانان بیشتر در شمال لائوس فعالیت و سکونت داشتند. اولین مسلمانانی که به این منطقه وارد شدند، مسلمانان تامیل بودند که در اوایل دهه ۱۳۰۰ از طریق شهر هشی مین به این کشور آمدند. این گروه بیشتر به عنوان کارگر و نگهبان به پایتخت لائوس وارد شدند. برخی از مسلمانان این منطقه، از ترس آزار و شکنجه حکومت خمر سرخ، از کامبوج به لائوس امدند و مسد آزاهار را تاسیس کردند، از همین رو نام دیگر این مسجد، مسجد کامبوج است.